# Aides
Aides is een geslacht van vlinders van de familie dikkopjes (Hesperiidae), uit de onderfamilie Hesperiinae.

## Soorten
- A. aegita (Hewitson, 1866)
- A. aestria (Hewitson, 1866)
- A. brilla Freeman, 1970
- A. brino (Stoll, 1781)
- A. dysoni Godman, 1900
- A. epitus (Stoll, 1781)
- A. ocrinus (Plötz, 1882)